# Segeda
Segeda era un antico oppidum preromano situato nell'odierna Spagna, nei pressi di Saragozza. In origine apparteneva ad una tribù celtibera, i Belli, che le diedero il nome di Sekeida. Nel 153 a.C. fu assediata e conquistata dalle truppe romane comandate dal console Quinto Fulvio Nobiliore. Poco tempo dopo un nuovo centro sorse nella vicinanze del precedente e, come dimostrano alcune monete scoperte in zona, con lo stesso nome. La nuova città aveva strade rettilinee, tipiche delle città romane, dimostrando così l'avvenuta occupazione del territorio circostante.
La città iniziò la sua veloce decadenza durante la guerra civile tra Cesare e Pompeo e risulta completamente abbandonata dopo il 49 a.C..
I rilevamenti archeologici iniziarono nel 1998.